# Presidenti della Repubblica dell'Artsakh
Il Presidente della Repubblica dell'Artsakh (in armeno Արցախի Հանրապետության նախագահ?), noto fino al 2017 come Presidente della Repubblica del Nagorno Karabakh, è stato l'organo monocratico che funge sia da capo di Stato che da capo del governo dell'autoproclamata Repubblica dell'Artsakh.
La carica di Presidente della Repubblica fu istituita il 29 dicembre 1994 al termine della prima guerra del Nagorno Karabakh con l'elezione di Ṙobert K'očaryan, riconfermato alle prime elezioni presidenziali popolari tenutesi nel 1996. In seguito ai risultati del referendum costituzionale del 2017 il Presidente della Repubblica è divenuto anche capo del governo.

## Storia
Durante il periodo bellico, stante il provvisorio assetto istituzionale dello Stato, il ruolo venne ricoperto dai presidenti del Consiglio (Soviet) regionale che era equiparabile a tutti gli effetti all'Assemblea nazionale (Parlamento).
Solo al termine del conflitto, ridisegnato l'assetto istituzionale della nuova entità statale, venne creata la figura del Presidente della repubblica.
Il mandato presidenziale dura cinque anni e può essere rinnovato consecutivamente solo una volta.
Nel febbraio 2017 un referendum ha convalidato le modifiche alla Costituzione. Le principali novità del nuovo testo costituzionale riguardano in primo luogo la trasformazione dello Stato da repubblica parlamentare a Repubblica presidenziale con la sostanziale abolizione dell'ufficio del primo ministro e maggiori poteri al presidente della repubblica. 
A partire dal 2020, scadenza dell'Assemblea nazionale, i cittadini eleggono contestualmente il presidente della repubblica e i deputati dell'Assemblea.
Nel 2023, a seguito del blocco dell'Artsakh attuato dall'Azerbaigian e della conseguente crisi politica, economica e sociale, viene proclamata la legge marziale e stabilito che la futura elezione del presidente della repubblica non avverrà più a suffragio popolare ma tramite l'Assemblea nazionale. A seguito delle dimissioni del presidente Harutyunyan viene dunque eletto direttamente dal parlamento il 9 settembre il suo successore Šahramanyan.

## Lista dei capi di Stato

### Presidenti dell'Assemblea nazionale del Nagorno Karabakh (1992-1994)
| # | Nome             | Ritratto | Mandato        | Mandato          | Note       |
| # | Nome             | Ritratto | Inizio         | Fine             | Note       |
| - | ---------------- | -------- | -------------- | ---------------- | ---------- |
| 1 | Art'owr Mkrtčyan |          | 7 gennaio 1992 | 14 aprile 1992   |            |
| 2 | Georgy Petrosyan |          | 15 aprile 1992 | 14 giugno 1993   | ad interim |
| 3 | Karen Baburyan   |          | 14 giugno 1993 | 29 dicembre 1994 | ad interim |

### Presidenti della Repubblica del Nagorno Karabakh (1994-2017) e della Repubblica dell'Artsakh (2017-2024)
| # | Nome               | Ritratto | Mandato           | Mandato           | Note       |
| # | Nome               | Ritratto | Inizio            | Fine              | Note       |
| - | ------------------ | -------- | ----------------- | ----------------- | ---------- |
| 1 | Ṙobert K'očaryan   |          | 29 dicembre 1994  | 20 marzo 1997     |            |
| - | Leonard Petrosyan  |          | 20 marzo 1997     | 8 settembre 1997  | ad interim |
| 2 | Arkadi Ghukasyan   |          | 8 settembre 1997  | 7 settembre 2007  |            |
| 3 | Bako Sahakyan      |          | 7 settembre 2007  | 20 maggio 2020    |            |
| 4 | Arayik Harutyunyan |          | 21 maggio 2020    | 1º settembre 2023 |            |
| - | Davit Iškhanyan    |          | 1º settembre 2023 | 10 settembre 2023 | ad interim |
| 5 | Samvel Šahramanyan |          | 10 settembre 2023 | 1º gennaio 2024   |            |